# Okręg wyborczy Cambridge University
Okręg wyborczy Cambridge University powstał na podstawie królewskiej karty w 1603 r. Do angielskiej, a później brytyjskiej Izby Gmin wysyłał dwóch deputowanych. Podobnie jak inne okręgi uniwersyteckie okręg Cambridge University nie był okręgiem terytorialnym. Elektorami w tym okręgu byli wszyscy absolwenci uniwersytetu. Do 1918 r. mogli głosować tylko mężczyźni, którzy osiągnęli stopień magistra (Master of arts) lub doktora. Do 1918 r. deputowanych wybierano poprzez „bloc voting”. Później wyborów dokonywano metodą pojedynczego głosu przechodniego. Okręg został zniesiony w 1950 r. na podstawie Representation of the People Act z 1948 r.

## Deputowani do brytyjskiej Izby Gmin z okręgu Cambridge University
- 1660–1660: George Monck
- 1660–1679: Thomas Crouch
- 1660–1661: William Montagu
- 1661–1667: Richard Fanshawe
- 1667–1679: Charles Wheler
- 1679–1689: Thomas Exton
- 1679–1681: James Vernon
- 1681–1689: Robert Brady
- 1689–1692: Robert Sawyer
- 1689–1690: Isaac Newton
- 1690–1695: Edward Finch
- 1692–1705: Henry Boyle
- 1695–1698: George Oxenden
- 1698–1701: Anthony Hammond
- 1701–1702: Isaac Newton
- 1702–1710: Arthur Annesley
- 1705–1727: Dixie Windsor, torysi
- 1710–1720: Thomas Paske, torysi
- 1720–1727: Thomas Willoughby, torysi
- 1727–1768: Edward Finch, wigowie
- 1727–1774: Thomas Townshend
- 1768–1770: Charles Yorke
- 1770–1771: William de Grey
- 1771–1780: Richard Croftes
- 1774–1779: Charles Manners, markiz Granby
- 1779–1784: James Mansfield
- 1780–1784: lord John Townshend
- 1784–1806: William Pitt Młodszy
- 1784–1811: George FitzRoy, hrabia Euston, wigowie
- 1806–1807: lord Henry Petty, wigowie
- 1807–1812: Vicary Gibbs, torysi
- 1811–1831: Henry Temple, 3. wicehrabia Palmerston, torysi, później wigowie
- 1812–1822: John Henry Smyth, wigowie
- 1822–1826: William John Bankes, torysi
- 1826–1827: John Copley, torysi
- 1827–1829: Nicholas Conyngham Tindal, torysi
- 1829–1831: William Cavendish, wigowie
- 1831–1856: Henry Goulburn, Partia Konserwatywna
- 1831–1832: William Yates Peel, torysi
- 1832–1835: Charles Manners-Sutton
- 1835–1850: Charles Evan Law, Partia Konserwatywna
- 1850–1859: Loftus Tottenham Wigram, Partia Konserwatywna
- 1856–1882: Spencer Horatio Walpole, Partia Konserwatywna
- 1859–1868: Charles Jasper Selwyn, Partia Konserwatywna
- 1868–1887: Alexander Beresford-Hope, Partia Konserwatywna
- 1882–1891: Henry Cecil Raikes, Partia Konserwatywna
- 1887–1892: George Gabriel Stokes, Partia Konserwatywna
- 1891–1906: Richard Claverhouse Jebb, Partia Konserwatywna
- 1892–1906: John Eldon Gorst, Partia Konserwatywna
- 1906–1911: Samuel Henry Butcher, Partia Konserwatywna
- 1906–1926: John Frederick Peel Rawlinson, Partia Konserwatywna
- 1911–1922: Joseph Larmor, Partia Konserwatywna
- 1922–1923: James Ramsay Montagu Butler, niezależni liberałowie
- 1923–1929: George Geoffrey Gilbert Butler, Partia Konserwatywna
- 1926–1940: John James Withers, Partia Konserwatywna
- 1929–1935: Godfrey Harold Alfred Wilson, Partia Konserwatywna
- 1935–1950: Kenneth Pickthorn, Partia Konserwatywna
- 1940–1945: Archibald Hill, niezależni konserwatyści
- 1945–1950: Henry Wilson Harris, niezależny

## Wyniki wyborów w okręgu Cambridge University

### Wybory powszechne 26 stycznia 1715
- Głosowanie nie odbyło się, wystartowało tylko dwóch kandydatów
- Wyniki wyborów:
  - Dixie Windsor, torysi
  - Thomas Paske, torysi

### Wybory uzupełniające 19 grudnia 1720
- Rozpisane po śmierci Paskego
- Liczba oddanych głosów: 319
- Wyniki wyborów:
  - Thomas Willoughby, torysi, 176 głosów (55,17%)
  - Henry Finch, wigowie, 143 głosy (44,83%)

### Wybory powszechne 22 marca 1722
- Głosowanie nie odbyło się, wystartowało tylko dwóch kandydatów
- Wyniki wyborów:
  - Dixie Windsor, torysi
  - Thomas Willoughby, torysi

### Wybory powszechne 22 sierpnia 1727
- Liczba oddanych głosów: 595
- Wyniki wyborów:
  - Edward Finch, wigowie, 221 głosów (37,14%)
  - Thomas Townshend, wigowie 198 głosów (33,28%)
  - Dixie Windsor, torysi, 176 głosów (29,58%)

### Wybory powszechne 29 kwietnia 1734
- Liczba oddanych głosów: 732
- Wyniki wyborów:
  - Thomas Townshend, wigowie, 222 głosy (30,33%)
  - Edward Finch, wigowie, 209 głosów (28,55%)
  -  ? Goodrick, wigowie, 174 głosy (23,77%)
  - Dixie Windsor, torysi, 137 (17,35%)

### Wybory powszechne 6 maja 1741
- Głosowanie nie odbyło się, wystartowało tylko dwóch kandydatów
- Wyniki wyborów:
  - Edward Finch, wigowie
  - Thomas Townshend, wigowie

### Wybory powszechne 26 czerwca 1747
- Głosowanie nie odbyło się, wystartowało tylko dwóch kandydatów
- Wyniki wyborów:
  - Edward Finch, wigowie
  - Thomas Townshend, wigowie

### Wybory powszechne 17 kwietnia 1754
- Głosowanie nie odbyło się, wystartowało tylko dwóch kandydatów
- Wyniki wyborów:
  - Edward Finch, wigowie
  - Thomas Townshend, wigowie

### Wybory powszechne 27 marca 1761
- Głosowanie nie odbyło się, wystartowało tylko dwóch kandydatów
- Wyniki wyborów:
  - Edward Finch, wigowie
  - Thomas Townshend, wigowie

### Wybory powszechne 19 marca 1768
- Głosowanie nie odbyło się, wystartowało tylko dwóch kandydatów
- Wyniki wyborów:
  - Charles Yorke
  - Thomas Townshend, wigowie

### Wybory uzupełniające 1 lutego 1770
- Rozpisane po nominacji Yorke’a na stanowisko lorda kanclerza
- Głosowanie nie odbyło się, wystartował tylko jeden kandydat
- Wyniki wyborów:
- William de Grey

### Wybory uzupełniające 4 lutego 1771
- Rozpisane po nominacji de Greya na sędziego sądu spraw pospolitych
- Liczba oddanych głosów: 121
- Wyniki wyborów:
  - Richard Croftes, 76 głosów (62,81%)
  - William Wynne, 45 głosów (37,19%)

### Wybory powszechne 10 października 1774
- Głosowanie nie odbyło się, wystartowało tylko dwóch kandydatów
- Wyniki wyborów:
  - Charles Manners, markiz Granby
  - Richard Croftes

### Wybory uzupełniające 10 czerwca 1779
- Rozpisane, kiedy lord Granby odziedziczył tytuł księcia Rutland i zasiadł w Izbie Lordów
- Liczba oddanych głosów: 440
- Wyniki wyborów:
  - James Mansfield, 157 głosów (35,68%)
  - John Townshend, 145 głosów (32,95%)
  - Thomas Villiers, lord Hyde, 138 głosów (31,36%)

### Wybory powszechne 9 września 1780
- Liczba oddanych głosów: 1 022
- Wyniki wyborów:
  - James Mansfield, 277 głosów (27,10%)
  - John Townshend, 247 głosów (24,17%)
  - Thomas Villiers, lord Hyde, 206 głosów (20,16%)
  - Richard Croftes, 150 głosów (14,68%)
  - William Pitt Młodszy, 142 głosy (13,89%)

### Wybory powszechne 3 kwietnia 1784
- Liczba oddanych głosów: 1 109
- Wyniki wyborów:
  - William Pitt Młodszy, 351 głosów (35,65%)
  - George FitzRoy, hrabia Euston, wigowie, 299 głosów (26,96%)
  - John Townshend, 278 głosów (25,07%)
  - James Mansfield, 181 głosów (16,32%)

### Wybory powszechne 1790
- Liczba oddanych głosów: 1 200
- Wyniki wyborów:
  - William Pitt Młodszy, torysi, 510 głosów (42,50%)
  - George FitzRoy, hrabia Euston, wigowie, 483 głosy (40,25%)
  - Lawarence Dundas, wigowie, 207 głosów (17,25%)

### Wybory powszechne 1796
- Głosowanie nie odbyło się, wystartowało tylko dwóch kandydatów
- Wyniki wyborów:
  - William Pitt Młodszy, torysi
  - George FitzRoy, hrabia Euston, wigowie

### Wybory powszechne 1802
- Głosowanie nie odbyło się, wystartowało tylko dwóch kandydatów
- Wyniki wyborów:
  - William Pitt Młodszy, torysi
  - George FitzRoy, hrabia Euston, wigowie

### Wybory uzupełniające luty 1806
- Rozpisane po śmierci Pitta Młodszego
- Liczba oddanych głosów: 604
- Wyniki wyborów:
  - lord Henry Petty, wigowie, 331 głosów (54,80%)
  - John Spencer, wicehrabia Althorp, wigowie, 145 głosów (24,01%)
  - Henry Temple, 3. wicehrabia Palmerston, torysi, 128 głosów (21,19%)

### Wybory powszechne 1806
- Głosowanie nie odbyło się, wystartowało tylko dwóch kandydatów
- Wyniki wyborów:
  - lord Henry Petty, wigowie
  - George FitzRoy, hrabia Euston, wigowie

### Wybory powszechne 1807
- Liczba oddanych głosów: 1 211
- Wyniki wyborów:
  - George FitzRoy, hrabia Euston, wigowie, 324 głosy (26,75%)
  - sir Vicary Gibbs, torysi, 312 głosów (25,76%)
  - Henry Temple, 3. wicehrabia Palmeston, torysi, 310 głosów (25,60%)
  - lord Henry Petty, wigowie, 265 głosów (21,88%)

### Wybory uzupełniające marzec 1811
- Rozpisane, kiedy lord Euston odziedziczył tytuł księcia Grafton i zasiadł w Izbie Lordów
- Liczba oddanych głosów: 796
- Wyniki wyborów:
  - Henry Temple, 3. wicehrabia Palmeston, torysi, 451 głosów (56,66%)
  - John Henry Smyth, wigowie, 345 głosów (43,44%)

### Wybory uzupełniające 1812
- Rozpisane po nominacji Gibbsa na sędziego sądu spraw pospolitych
- Głosowanie nie odbyło się, wystartował tylko jeden kandydat
- Wyniki wyborów:
  - John Henry Smyth, wigowie

### Wybory powszechne 1812
- Głosowanie nie odbyło się, wystartowało tylko dwóch kandydatów
- Wyniki wyborów:
  - Henry Temple, 3. wicehrabia Palmerston, torysi
  - John Henry Smyth, wigowie

### Wybory powszechne 1818
- Głosowanie nie odbyło się, wystartowało tylko dwóch kandydatów
- Wyniki wyborów:
  - Henry Temple, 3. wicehrabia Palmerston, torysi
  - John Henry Smyth, wigowie

### Wybory powszechne 1820
- Głosowanie nie odbyło się, wystartowało tylko dwóch kandydatów
- Wyniki wyborów:
  - Henry Temple, 3. wicehrabia Palmerston, torysi
  - John Henry Smyth, wigowie

### Wybory uzupełniające 1822
- Rozpisane po śmierci Smytha
- Liczba oddanych głosów: 919
- Wyniki wyborów:
  - William John Bankes, torysi, 419 głosów (45,59%)
  - lord Harvey, torysi, 281 głosów (30,58%)
  - James Scarlett, wigowie, 219 głosów (23,83%)

### Wybory powszechne 1826
- Liczba oddanych głosów: 2 348
- Wyniki wyborów:
  - sir John Copley, torysi, 772 głosy (32,88%)
  - Henry Temple, 3. wicehrabia Palmerston, wigowie, 631 głosów (26,87%)
  - William John Bankes, torysi, 508 głosów (21,64%)
  - Henry Goulburn, torysi, 437 głosów (18,61%)

### Wybory uzupełniające maj 1827
- Rozpisane po kreowaniu Copleya 1. baronem Lyndhurst
- Liczba oddanych głosów: 857
- Wyniki wyborów:
  - Nicholas Conyngham Tindal, torysi, 479 głosów (55,89%)
  - William John Bankes, torysi, 378 głosów (44,11%)

### Wybory uzupełniające czerwiec 1829
- Rozpisane po nominacji Tindala na sędziego sądu spraw pospolitych
- Liczba oddanych głosów: 1 071
- Wyniki wyborów:
  - William Cavendish, wigowie, 609 głosów (56,86%)
  - William John Bankes, torysi, 462 głosy (43,14%)

### Wybory powszechne 1830
- Głosowanie nie odbyło się, wystartowało tylko dwóch kandydatów
- Wyniki wyborów:
  - Henry Temple, 3. wicehrabia Palmerston, wigowie
  - William Cavendish, wigowie

### Wybory powszechne 1831
- Liczba oddanych głosów: 2 849
- Wyniki wyborów:
  - Henry Goulburn, torysi, 805 głosów (28,26%)
  - William Yates Peel, torysi, 804 głosy (28,22%)
  - William Cavendish, wigowie, 630 głosów (22,11%)
  - Henry Temple, 3. wicehrabia Palmerston, wigowie, 610 głosów (21,14%)

### Wybory powszechne 12 grudnia 1832
- Głosowanie nie odbyło się, wystartowało tylko dwóch kandydatów
- Wyniki wyborów:
  - Henry Goulburn, Partia Konserwatywna
  - Charles Manners-Sutton, Partia Konserwatywna

### Wybory powszechne 6 stycznia 1835
- Głosowanie nie odbyło się, wystartowało tylko dwóch kandydatów
- Wyniki wyborów:
  - Henry Goulburn, Partia Konserwatywna
  - Charles Manners-Sutton, Partia Konserwatywna

### Wybory uzupełniające 21 marca 1835
- Rozpisane po kreowaniu Mannersa-Suttona 1. wicehrabią Canterbury
- Głosowanie nie odbyło się, wystartował tylko jeden kandydat
- Wyniki wyborów:
  - Charles Evan Law, Partia Konserwatywna

### Wybory powszechne 25 lipca 1837
- Głosowanie nie odbyło się, wystartowało tylko dwóch kandydatów
- Wyniki wyborów:
  - Henry Goulburn, Partia Konserwatywna
  - Charles Evan Law, Partia Konserwatywna

### Wybory powszechne 30 czerwca 1841
- Głosowanie nie odbyło się, wystartowało tylko dwóch kandydatów
- Wyniki wyborów:
  - Henry Goulburn, Partia Konserwatywna
  - Charles Evan Law, Partia Konserwatywna

### Wybory powszechne 3 sierpnia 1847
- Liczba oddanych głosów: 3 800
- Wyniki wyborów:
  - Charles Evan Law, Partia Konserwatywna, 1486 głosów (31,74%)
  - Henry Goulburn, Partia Konserwatywna, 1189 głosów (25,40%)
  - Rudolph Feilding, wicehrabia Feilding, Partia Konserwatywna, 1147 głosów (24,50%)
  - John Shaw-Lefevre, Partia Liberalna, 860 głosów (18,37%)

### Wybory uzupełniające 4 października 1850
- Rozpisane po śmierci Lawa
- Głosowanie nie odbyło się, wystartował tylko jeden kandydat
- Wyniki wyborów:
  - Luftus Tottenham Wigram, Partia Konserwatywna

### Wybory powszechne 10 lipca 1852
- Głosowanie nie odbyło się, wystartowało tylko dwóch kandydatów
- Wyniki wyborów:
  - Henry Goulburn, Partia Konserwatywna
  - Luftus Tottenham Wigram, Partia Konserwatywna

### Wybory uzupełniające 11 lutego 1856
- Rozpisane po śmierci Goulburna
- Liczba oddanych głosów: 1 305
- Wyniki wyborów:
  - Spencer Horatio Walpole, Partia Konserwatywna, 886 głosów (67,89%)
  - George Denman, Partia Liberalna, 419 głosów (32,11%)

### Wybory powszechne 28 marca 1857
- Głosowanie nie odbyło się, wystartowało tylko dwóch kandydatów
- Wyniki wyborów:
  - Spencer Horatio Walpole, Partia Konserwatywna
  - Luftus Tottenham Wigram, Partia Konserwatywna

### Wybory powszechne 29 kwietnia 1859
- Głosowanie nie odbyło się, wystartowało tylko dwóch kandydatów
- Wyniki wyborów:
  - Spencer Horatio Walpole, Partia Konserwatywna
  - Charles Jasper Selwyn, Partia Konserwatywna

### Wybory powszechne 11 lipca 1865
- Głosowanie nie odbyło się, wystartowało tylko dwóch kandydatów
- Wyniki wyborów:
  - Spencer Horatio Walpole, Partia Konserwatywna
  - Charles Jasper Selwyn, Partia Konserwatywna

### Wybory uzupełniające 22 lipca 1867
- Rozpisane po nominacji Selwyna do sądu apelacyjnego
- Liczba oddanych głosów: 3 331
- Wyniki wyborów:
  - Alexander Beresford-Hope, Partia Konserwatywna, 1931 głosów (57,97%)
  - A. Cleasby, Partia Konserwatywna, 1400 głosów (42,03%)

### Wybory powszechne 16 listopada 1868
- Głosowanie nie odbyło się, wystartowało tylko dwóch kandydatów
- Wyniki wyborów:
  - Spencer Horatio Walpole, Partia Konserwatywna
  - Alexander Beresford-Hope, Partia Konserwatywna

### Wybory powszechne 2 lutego 1874
- Głosowanie nie odbyło się, wystartowało tylko dwóch kandydatów
- Wyniki wyborów:
  - Spencer Horatio Walpole, Partia Konserwatywna
  - Alexander Beresford-Hope, Partia Konserwatywna

### Wybory powszechne kwiecień 1880
- Głosowanie nie odbyło się, wystartowało tylko dwóch kandydatów
- Wyniki wyborów:
  - Spencer Horatio Walpole, Partia Konserwatywna
  - Alexander Beresford-Hope, Partia Konserwatywna

### Wybory uzupełniające listopad 1882
- Rozpisane po rezygnacji Walpole’a
- Liczba oddanych głosów: 4 792
- Wyniki wyborów:
  - Henry Cecil Raikes, Partia Konserwatywna, 3491 głosów (72,85%)
  - James Stuart, Partia Liberalna, 1301 głosów (27,15%)

### Wybory powszechne 24 listopada 1885
- Głosowanie nie odbyło się, wystartowało tylko dwóch kandydatów
- Wyniki wyborów:
  - Henry Cecil Raikes, Partia Konserwatywna
  - Alexander Beresford-Hope, Partia Konserwatywna

### Wybory powszechne 2 lipca 1886
- Głosowanie nie odbyło się, wystartowało tylko dwóch kandydatów
- Wyniki wyborów:
  - Henry Cecil Raikes, Partia Konserwatywna
  - Alexander Beresford-Hope, Partia Konserwatywna

### Wybory uzupełniające 17 listopada 1887
- Rozpisane po śmierci Beresforda-Hope’a
- Głosowanie nie odbyło się, wystartował tylko jeden kandydat
- Wyniki wyborów:
  - George Gabriel Stokes, Partia Konserwatywna

### Wybory uzupełniające 9 października 1891
- Rozpisane po śmierci Raikesa
- Głosowanie nie odbyło się, wystartował tylko jeden kandydat
- Wyniki wyborów:
  - Richard Claverhouse Jebb, Partia Konserwatywna

### Wybory powszechne lipiec 1892
- Głosowanie nie odbyło się, wystartowało tylko dwóch kandydatów
- Wyniki wyborów:
  - Richard Claverhouse Jebb, Partia Konserwatywna
  - sir John Eldon Gorst, Partia Konserwatywna

### Wybory powszechne 13 lipca 1895
- Głosowanie nie odbyło się, wystartowało tylko dwóch kandydatów
- Wyniki wyborów:
  - Richard Claverhouse Jebb, Partia Konserwatywna
  - sir John Eldon Gorst, Partia Konserwatywna

### Wybory powszechne 1 października 1900
- Głosowanie nie odbyło się, wystartowało tylko dwóch kandydatów
- Wyniki wyborów:
  - sir Richard Claverhouse Jebb, Partia Konserwatywna
  - sir John Eldon Gorst, Partia Konserwatywna

### Wybory powszechne 18 stycznia 1906
- Liczba oddanych głosów: 7 679
- Wyniki wyborów:
  - Samuel Henry Butcher, Partia Konserwatywna, 3050 głosów (39,72%)
  - John Frederick Peel Rawlinson, Partia Konserwatywna, 2976 głosów (38,67%)
  - sir John Eldon Gorst, Partia na rzecz wolnego handlu, 1653 głosy (21,53%)

### Wybory powszechne 15 stycznia 1910
- Głosowanie nie odbyło się, wystartowało tylko dwóch kandydatów
- Wyniki wyborów:
  - Samuel Henry Butcher, Partia Konserwatywna
  - John Frederick Peel Rawlinson, Partia Konserwatywna

### Wybory powszechne grudzień 1910
- Głosowanie nie odbyło się, wystartowało tylko dwóch kandydatów
- Wyniki wyborów:
  - Samuel Henry Butcher, Partia Konserwatywna
  - John Frederick Peel Rawlinson, Partia Konserwatywna

### Wybory uzupełniające luty 1911
- Rozpisane po śmierci Butchera
- Liczba oddanych głosów: 4 594
- Wyniki wyborów:
  - sir Joseph Larmor, Partia Konserwatywna, 2308 głosów (50,24%)
  - H. Cox, Partia na rzecz wolnego handlu, 1954 głosy (42,53%)
  - T.E. Page, niezależni konserwatyści, 332 głosy (7,23%)

### Wybory powszechne 14 grudnia 1918
- Liczba oddanych głosów: 5 785
- Wyniki wyborów:
  - John Frederick Peel Rawlinson, koalicyjni konserwatyści, 2034 głosy (35,16%) w I liczeniu i 1929 głosów w II liczeniu
  - sir Joseph Larmor, koalicyjni konserwatyści, 1891 głosów (32,69%) w I liczeniu i 1986 głosów w II liczeniu
  - W.C.D. Whetham, niezależny, 1220 głosów (21,09%) w I liczeniu i 1229 głosów w II liczeniu
  - John Collings Squire, Partia Pracy, 640 głosów (11,06%) w I liczeniu i 641 głosów w II liczeniu

### Wybory powszechne 15 listopada 1922
- Liczba oddanych głosów: 8 663
- Wyniki wyborów:
  - John Frederick Peel Rawlinson, Partia Konserwatywna, 4192 głosy (49,39%)
  - James Ramsay Montagu Butler, niezleżni liberałowie, 3453 głosy (39,86%)
  - William Ritchie Sorley, Partia Konserwatywna, 1018 głosów (11,75%)

### Wybory powszechne 5 grudnia 1923
- Liczba oddanych głosów: 10 229
- Wyniki wyborów:
  - John Frederick Peel Rawlinson, Partia Konserwatywna, 4207 głosów (40,85%) w I liczeniu i 3434 głosy w II liczeniu
  - sir George Geoffrey Gilbert Butler, Partia Konserwatywna, 2844 głosy (27,61%) w I liczeniu i 3560 głosów w II liczeniu
  - James Ramsay Montagu Butler, niezależni liberałowie, 3248 głosów (31,54%) w I liczeniu i 3283 głosy w II liczeniu

### Wybory powszechne 29 października 1924
- Liczba oddanych głosów: 11 836
- Wyniki wyborów:
  - John Frederick Peel Rawlinson, Partia Konserwatywna, 4569 głosów (38,60%)
  - sir George Geoffrey Gilbert Butler, Partia Konserwatywna, 4026 głosów (34,01%)
  - James Ramsay Montagu Butler, niezależni liberałowie, 3241 głosów (27,38%)

### Wybory uzupełniające 13 lutego 1926
- Rozpisane po śmierci Rawlinsona
- Głosowanie nie odbyło się, wystartował tylko jeden kandydat
- Wyniki wyborów:
  - John James Withers, Partia Konserwatywna

### Wybory powszechne 30 maja 1929
- Liczba oddanych głosów: 15 987
- Wyniki wyborów:
  - John James Withers, Partia Konserwatywna, 6356 głosów (39,76%) w I liczeniu i 5330 głosów w II liczeniu
  - Godfrey Harold Alfred Wilson, Partia Konserwatywna, 5069 głosów (31,71%) w I liczeniu i 6046 głosów w II liczeniu
  - H.D. Henderson, Partia Liberalna, 3099 głosów (19,38%) w I liczeniu i 3131 głosów w II liczeniu
  - A. Wood, Partia Pracy, 1463 głosy (9,15%) w I liczeniu i 1480 głosów w II liczeniu

### Wybory powszechne 27 października 1931
- Głosowanie nie odbyło się, wystartowało tylko dwóch kandydatów
- Wyniki wyborów:
  - sir John James Withers, Partia Konserwatywna
  - Godfrey Harold Alfred Wilson, Partia Konserwatywna

### Wybory uzupełniające 23 lutego 1935
- Rozpisane po rezygnacji Wilsona
- Głosowanie nie odbyło się, wystartował tylko jeden kandydat
- Wyniki wyborów:
  - Kenneth Pickthorn, Partia Konserwatywna

### Wybory powszechne 14 listopada 1935
- Liczba oddanych głosów: 17 972
- Wyniki wyborów:
  - sir John James Withers, Partia Konserwatywna, 7602 głosy (42,30%)
  - Kenneth Pickthorn, Partia Konserwatywna, 6917 głosów (38,49%)
  - H.L. Elvin, Partia Pracy, 3453 głosy (19,21%)

### Wybory uzupełniające luty 1940
- Rozpisane po śmierci Withersa
- Liczba oddanych głosów: 15 177
- Wyniki wyborów:
  - Archibald Hill, niezależni konserwatyści, 9840 głosów (64,62%)
  - J.A. Ryle, Independent Progressive, 5387 głosów (35,38%)

### Wybory powszechne 5 lipca 1945
- Liczba oddanych głosów: 22 091
- Wyniki wyborów:
  - Kenneth Pickthorn, Partia Konserwatywna, 10 202 głosy (46,18%) w I liczeniu, 7364 głosy w II liczeniu, 7364 w III liczeniu i 7364 w IV liczeniu
  - Henry Wilson Harris, niezależny, 3574 głosy (16,18%) w I liczeniu, 4709 głosów w II liczeniu, 5185 głosów w III liczeniu i 6556 głosów w IV liczeniu
  - John Boynton Priestley, Independent Progressive, 5041 głosów (22,82%) w I liczeniu, 5128 głosów w II liczeniu, 5238 głosów w III liczeniu i 5745 głosów w IV liczeniu
  - Charles Hill, niezależny, 2238 głosów (10,13%) w I liczeniu, 3092 głosów w II liczeniu i 3595 głosów w III liczeniu
  - E.L. Howard-Williams, National Independent, 1036 głosów (4,69%) w I liczeniu i 1798 głosów w II liczeniu